# Oenocarpus
Oenocarpus es un género con 9 especies de plantas con flores perteneciente a la familia  de las palmeras (Arecaceae).  Son nativos de Trinidad y Sudamérica, extendiéndose desde Costa Rica al norte de Brasil y sur de Bolivia.
Los nombres comunes en su hábitat natural son bacaba en Brasil, y milpesos Palma (o simplemente milpesos) en los países de habla hispana. 
El fruto de la palma Oenocarpus son el alimento de diversos animales, como la Aracari Verde (Pteroglossus viridis) donde las frutas de O. bacaba son su alimento principal.  También son consumidos por los seres humanos a nivel local, y estas palmas también se utilizan en la medicina popular.  Su madera es útil para la artesanía. 

## Taxonomía
El género  fue descrito por Carl Friedrich Philipp von Martius y publicado en Historia Naturalis Palmarum 2(1): 21–22. 1823. La especie tipo es: Oenocarpus bacaba Mart., 1823
Etimología
Oenocarpus: nombre genérico compuesto por oinos = "vino" y karpos = "frutos", en referencia al uso de la fruta para hacer una bebida.

## Especies
- Oenocarpus bacaba Mart., 1823
- Oenocarpus balickii F.Kahn, 1990
- Oenocarpus bataua Mart., 1823
- Oenocarpus circumtextus Mart., 1823
- Oenocarpus distichus Mart., 1823
- Oenocarpus makeru R.Bernal, Galeano & A.J.Hend., 1991
- Oenocarpus mapora H.Karst., 1857
- Oenocarpus minor Mart., 1823
- Oenocarpus simplex R.Bernal, Galeano & A.J.Hend., 1991